# ماتيوس رودريغوس
ماتيوس رودريغوس (بالبرتغالية: Matheus Rodrigues Cézar da Silva‏) هو لاعب كرة قدم برازيلي، ولد في 3 أكتوبر 1996 في ساو باولو في البرازيل. لعب مع Sport Club Corinthians Paulista (futsal) ‏.